# Mitra swainsonii
Mitra swainsonii är en snäckart som beskrevs av William John Broderip 1836. Mitra swainsonii ingår i släktet Mitra och familjen Mitridae.

## Underarter
Arten delas in i följande underarter:
- M. s. swainsonii
- M. s. antillensis